# Пятницкий, Андрей Васильевич
Андрей Васильевич Пятницкий (1795—1856) — российский государственный деятель, иркутский гражданский губернатор в 1839—1848 годах, действительный статский советник.

## Биография
Родился в 1795 году. Происходил из дворян.
Будучи председателем Иркутской казённой палаты в чине статского советника 26 января 1839 года назначен исправляющим должность иркутского гражданского губернатора. 13 мая 1841 года был произведён в чин действительного статского советника.
В связи с увольнением генерал-губернатора В. Я. Руперта 12 октября 1847 года вступил в управление делами генерал-губернатора по гражданской части, сменив по старшинству енисейского гражданского губернатора В. К. Падалку.
В 1848 году в Иркутск прибыл новый генерал-губернатор Восточной Сибири Н. Н. Муравьёв. В своих воспоминаниях о Сибири Б. В. Струве пишет, что по приезде в Иркутск генерал-губернатор встретился с Пятницким, предложив ему подать прошение об увольнении с должности губернатора, указав, что не считает возможным продолжать с ним работу. Причиной стало несогласие Муравьëва с политикой, проводимой Пятницким в отношении золотопромышленности. Через некоторое время губернатор, по-видимому, из желания поправить ситуацию в свою пользу отправляет в Петербург донос на Муравьёва, в котором выставил сближение его с декабристами в предосудительном свете. Послание из Петербурга было переслано Муравьёву для объяснений. Генерал-губернатор ответил, что декабристы, искупив заблуждения юности тяжёлою карою, принадлежат к числу лучших подданных русского царя, и никакое наказание не должно быть пожизненным, так как цель наказания есть исправление, а это вполне достигнуто по отношению к декабристам. Прочитав это объяснение, император Николай I написал на нём: «Благодарю. Муравьёв меня понял», согласившись с тезисами генерал-губернатора.
10 мая 1848 года Пятницкий был уволен с должности губернатора, затем он вместе с семьёй уехал из Иркутска в Казанскую губернию.
Был награждён орденами Святого Станислава 3-й степени, Святой Анны 2-й степени, Святого Владимира 3-й степени.
Умер в 1856 году.

## Семья
Был женат на дочери тайного советника Александра Яковлевича Жмакина Любови Александровне.
Род Пятницких внесён в третью часть дворянской родословной книги Казанской губернии по определению Казанского дворянского депутатского собрания от 15 января 1846 года (утверждено указом Герольдии от 8 мая 1847 года). В Казанской губернии за А. В. Пятницким числилось в селе Шармаши Лаишевского уезда 297 душ поселян и 19 душ дворовых крестьян, за женой в селе Юрткули Спасского уезда — 88 душ крестьян и 1525 десятин земли, за женой и дочерью Ольгой в селе Шармаши — 337 душ крестьян и 2450 десятин земли.

## Комментарии
1. ↑  Согласно другому источнику, предположительно родился в 1796 году. См.: Казанское дворянство 1785—1917 гг. — С. 462